# Loemica ghesquierei
Loemica ghesquierei är en insektsart som beskrevs av Robert Malcolm Laing 1929. Loemica ghesquierei ingår i släktet Loemica och familjen skålsköldlöss.
Artens utbredningsområde är Kongo-Kinshasa. Inga underarter finns listade i Catalogue of Life.